# 1970 ve filmu

## Události
- Za vedení Ulricha Gregora, filmového kritika a historika, zahájilo provoz kino Arsenal. Angažovaný program „Přátel německé kinematografie“ byl znám za hranicemi Německa.
- Americký filmový průmysl prožil jednu z největších krizí, která ho kdy postihla. Jenom v posledních pěti měsících propustila studia na 700 zaměstnanců.
- Po 42 měsících se z programu berlínského kina Royal-Palast stáhl film Doktor Živago. Za tu dobu film vydělal přes 7 miliónů německých marek.
- Festival Berlinale byl předčasně ukončen. Podle zprávy jedné z tiskových agentur porota odmítla film OK Michaela Verhoevena s odůvodněním, že film nepřispívá k porozumění mezi národy (film ukazoval znásilňování a vraždění vietnamských dívek americkými vojáky). Protesty a bouřlivé diskuse vedly k předčasnému ukončení festivalu.
- Podle analýzy, která byla předložena Bílému domu, zaujímaly USA první místo na světě v produkci pornografických snímků. Výroba v roce 1969 přestavovala 135 – 200 celovečerních filmů. Ze statistických údajů za rok 1970 o roční výrobě německých filmů vyplynulo: 42 % tvořily pornografické filmy, 19 % zaujímal nový německý film.

## Nejvýdělečnější filmy roku
| Pořadí | Název             | Země | Tržba (v dolarech) |
| ------ | ----------------- | ---- | ------------------ |
| 1.     | Love Story        | USA  | 48 700 000         |
| 2.     | Letiště           | USA  | 45 220 000         |
| 3.     | MASH              | USA  | 36 720 000         |
| 4.     | Generál Patton    | USA  | 28 100 000         |
| 5.     | Aristokočky       | USA  | 26 462 000         |
| 6.     | Woodstock         | USA  | 16 400 000         |
| 7.     | Malý velký muž    | USA  | 14 500 000         |
| 8.     | Ryan's Daughter   | USA  | 14 661 000         |
| 9.     | Tora! Tora! Tora! | USA  | 14 530 000         |
| 10.    | Hlava 22          | USA  | 12 250 000         |

## Ocenění

### Oscar
Nejlepší film: Generál Patton
Nejlepší režie: Franklin J. Schaffner – Generál Patton
Nejlepší mužský herecký výkon: George C. Scott – Generál Patton
Nejlepší ženský herecký výkon: Glenda Jacksonová – Zamilované ženy
Nejlepší mužský herecký výkon ve vedlejší roli: John Mills – Ryan's Daughter
Nejlepší ženský herecký výkon ve vedlejší roli: Helen Hayesová – Letiště
Nejlepší cizojazyčný film: Podivné vyšetřování (Indagine su un cittadino al di sopra di ogni sospetto), režie Elio Petri, Itálie

### Zlatý Glóbus
Drama
Nejlepší film: Love Story
Nejlepší herec: George C. Scott – Generál Patton
Nejlepší herečka: Ali MacGrawová – Love Story
Muzikál nebo komedie
Nejlepší film: MASH
Nejlepší herec: Albert Finney – Scrooge
Nejlepší herečka: Carrie Snodgress – Diary of a Mad Housewife
Jiné
Nejlepší režie: Arthur Hiller – Love Story

### Další ceny
- Zlatá palma – MASH, režie Robert Altman, USA

- Zlatý lev – Festival byl předčasně ukončen

- Zlatý medvěd – Nikdo nezískal ocenění

## Narození
- 29. ledna – Heather Graham, herečka
- 24. února – Jonathan Ward, herec
- 7. března – Rachel Weisz, herečka
- 18. března – Queen Latifah, herečka a zpěvačka
- 28. března – Vince Vaughn, herec
- 29. dubna – Uma Thurman, herečka
- 9. května – Helen Hill, animátor
- 17. května – Jordan Knight, zpěvák
- 18. května – Tina Fey, komik
- 22. května – Naomi Campbell, modelka a herečka
- 26. května – John Hamburg, spisovatel a režisér
- 27. května – Joseph Fiennes, herec
- 28. května – Glenn Quinn, herec († 3. prosince 2002)
- 26. června – Chris O'Donnell, herec
- 6. srpna – M. Night Shyamalan, režisér, spisovatel, producent a herec
- 15. srpna – Maddie Corman, herečka
- 18. srpna – Malcolm-Jamal Warner, herec
- 23. srpna – Jay Mohr, herec, komik
- 23. srpna – River Phoenix, herec († 31. října 1993)
- 31. srpna – Debbie Gibsonová, zpěvačka
- 29. září – Emily Lloyd, anglická herečka
- 2. října – Kelly Ripa, herečka a televizní moderátor
- 8. října – Matt Damon, herec
- 12. října – Kirk Cameron, herec
- 6. listopadu – Ethan Hawke, herec
- 12. prosince – Jennifer Connelly, herečka

## Úmrtí
- 23. ledna – Nell Shipman, herečka, spisovatelka a producentka
- 25. ledna – Eiji Tsuburaya, japonský filmový režisér a výtvarník speciálních efektů
- 24. února – Conrad Nagel, americký herec
- 23. března – Del Lord, režisér a filmový průkopník
- 11. dubna – Cathy O'Donnell, herečka
- 25. dubna – Anita Louise, herečka
- 26. dubna – Gypsy Rose Lee, umělkyně a herečka
- 28. dubna – Ed Begley, americký herec
- 30. dubna – Inger Stevensová, herečka
- 14. května – Billie Burkeová, americká herečka
- 6. července – Marjorie Rambeau, herečka
- 14. července – Preston Foster, herec
- 22. července – Fritz Kortner, německý režisér
- 1. srpna – Frances Farmer, americká herečka
- 18. září – Jimi Hendrix, kytarista
- 29. září – Edward Everett Horton, herec
- 4. října – Janis Joplin, zpěvačka
- 10. října – Grethe Weiser, herečka
- 17. října – Vola Vale, herečka
- 23. prosince – Charles Ruggles, herec
- 30. prosince – Lenore Ulric, herečka

## Filmové debuty
- Robert Downey Jr.
- Shelley Duvallová
- Tommy Lee Jones
- Diane Keatonová
- Susan Sarandonová
- Arnold Schwarzenegger
- Sylvester Stallone